# Гётке, Расмус
Расмус Вульфф Нёрхольм Гётке (дат. Rasmus Wulff Nørholm Gøtke, род. 24 июня 1997, Фредерисия, Вайле) — датский профессиональный велогонщик, бронзовый призёр чемпионата Дании по велокроссу среди гонщиков до 23 лет (2019), выступающий в основном в велокроссе и гравийном велоспорте.

## Карьера
Расмус Гётке учился в Фредерисийской гимназии. Выступая за велоклуб Фредерисии с 2011 по 2013 годы, Расмус Гётке в начале 2014 года перешёл в недавно созданную юниорскую команду Riwal Cycling-Climacell Junior из Cykling Odense. С 2017 по 2022 годы Гётке был студентом университета Южной Дании. В 2018 и 2019 годах он выступал за Team IBT-BH Carl Ras.
Большую часть своей карьеры Гётке провёл велокроссе, в том числе участвовал в чемпионате мира по велокроссу 2019 года и представлял сборную Дании на многих этапах Кубка мира. Позже он увлекся гравийным велоспортом, и в октябре 2022 года в составе датской команды принял участие в первой в истории гонке чемпионата мира по гравийному велоспорту.

### Достижения
| 2015 6-й на чемпионате Дании, U19 2016 7-й на чемпионате Дании, U23 8-й на Kronborg UCI Cyclocross Event Helsingør 2017 8-й на чемпионате Дании, U23 2018 5-й на чемпионате Дании, U23 2019 3-й на чемпионате Дании, U23 8-й на Stockholm cyclocross 2020 5-й на чемпионате Дании 2021 4-й на чемпионате Дании 2022 9-й на чемпионате Дании | 2022 9-й на Gravel Grit n Grind 2023 4-й на Gravel Challenge Blaavands 2018 9-й на Elisedals GP 7-й на Burseryd Svanesunds 3-dagars: 5-й на 1-м этапе 8-й на 2-м этапе 10-й на 3-м этапе 2019 6-й на Skandis GP 9-й на Västboloppet |